# Christian Keyßer
Christian Gottlob Keyßer (geboren 7. März 1877 in Geroldsgrün, Oberfranken; gestorben 14. Dezember 1961 in Neuendettelsau; auch in der Schreibung Keysser) war ein deutscher evangelisch-lutherischer Missionar („Pioniermissionar“) der Neuendettelsauer Mission in Neuguinea. Als Mitglied des Deutschen Evangelischen Missionsrates (DEMR) war er eine der führenden Figuren im deutschen Missionswesen. Als umstritten galt sein Vorschlag einer Evangelisierung ganzer Stämme anstatt von Einzelpersonen, eine als „Volkskirche“ bekannte Vorstellung.

## Leben und Wirken
Christian Keyßer wurde 1877 in Geroldsgrün geboren. Er stand in den Jahren von 1899 bis 1920 in Diensten der Neuendettelsauer Mission in Neuguinea (heute Papua-Neuguinea) und setzte dort das von Johann Flierl begonnene Werk fort. In verschiedenen seiner Werken schildert er seine missionarischen Erlebnisse, insbesondere über das Volk der Kâte (Wörterbuch der Kâte-Sprache; Eine Papuagemeinde), unter dem er zwanzig Jahre lebte (Station Sattelberg, bei Finschhafen). Nach dem Ersten Weltkrieg verweigerte ihm die australische Mandatsregierung nach einem Heimaturlaub die Wiedereinreise nach Neuguinea. Er war dann, von 1922 bis 1939, Missionsinspektor und Lehrer am Missionsseminar Neuendettelsau. Seine Lebenserinnerungen erschienen unter dem Titel Das bin bloß ich (Neuendettelsau, Freimund-Verlag, 1966). 1929 wurde ihm von der Universität Erlangen die Ehrendoktorwürde (Dr. phil. honoris causa) verliehen.

Neben seiner missionarischen Tätigkeit betrieb Keyßer umfangreiche ethnologische Forschungen, ging auf Erkundungsreisen und verfasste linguistische Arbeiten. Zu seiner Zeit galt er als einer der besten Kenner Neuguineas. 

„Wegen seiner missionarischen Praxis war er umstritten, sowohl bei seinen Kollegen, wie auch später in der deutschen und internationalen, missionswissenschaftlichen Diskussion. Ihm ging es darum, die christliche Botschaft in der Sprache und den Denk- und Lebensformen Neuguineas Gestalt werden zu lassen. Die überlieferten Sozialstrukturen sollten erhalten und christlich umgestaltet werden.“

Keyßer trat zum 1. Mai 1933 der NSDAP bei (Mitgliedsnummer 3.070.821) und schloss sich im selben Jahr den Deutschen Christen an. 1934 verließ er die Glaubensbewegung Deutscher Christen wieder. Nach dem Ende der Naziherrschaft wurde er dann zunächst nicht entnazifiziert, auf Anraten seines Bischofs Hans Meiser legte er dagegen jedoch Widerspruch ein, der auch Erfolg hatte.
Er war mit Emilie Heumann verheiratet, sie hatten drei Töchter: Jutta, Hertha und Imma Eleonora. Seine Schwester Frieda war mit dem in der Finke River Mission in Hermannsburg, Northern Territory, Australien, wirkenden deutschen Missionar und Ethnologen Carl Strehlow verheiratet.

## Publikationen (Auswahl)
- Aus dem Leben der Kai-Leute. In: R. Neuhauss: Deutsch-Neu-Guinea, Bd. III, Berlin 1911
- Bunte Bilder aus der Missionsarbeit unter den Kâte, Gesellschaft für Innere und Äussere Mission im Sinne der Lutherischen Kirche: Neuendettelsauer Missionsschriften; Nr. 36 Neuendettelsau, Verlag des Missionshauses
- Ins wilde Waldland: aus der Gehilfenmission auf Sattelberg,  Gesellschaft für Innere und Äussere Mission im Sinne der Lutherischen Kirche: Neuendettelsauer Missionsschriften; Nr. 43 Neuendettelsau, Verlag d. Missionshauses, 1920
- Bai, der Zauberer, Neuendettelsau: Verlag des Missionshauses, 1923
- Wörterbuch der Kâte-Sprache gesprochen in Neuguinea, Berlin: D. Reimer, 1925. 7 volumes.
- Nalumotte: Buben- und Mädchengeschichten aus Neuguinea, Neuendettelsau, Buchhandlung der Diakonissen-Anstalt, 1931.
- Urwaldspaziergang, Neuendettelsau, Freimund Druckerei, 1950 München, Kaiser, Verl. 1934
- Zake, der Papuahäuptling, Stuttgart, Evang. Missionsverl., 1934
- Altes Testament und heutige Zeit, Neuendettelsau, Freimund-Verl., 1934
- Die Weltmission ein unmögliches Werk? - Neuendettelsau, Freimund-Verl., [1935]
- Der Geist, Neuendettelsau, Freimund-Verl., 1935
- Der Prophet von Tobou, Berlin, Heimatdienstverlag, 1940.
- Eine Papuagemeinde. Neuendettelsauer Missionsschriften, Nr. 65. Kassel, Bärenreiter-Verlag, 1929.
- Die Geisterwand, Neuendettelsau, Freimund-Druckerei, [1950]
- Zake, der Papuahäuptling, Neuendettelsau, Freimund-Verl., [1949]
- Gottes Weg ins Hubeland, Neuendettelsau, Freimund-Verl., 1949, 2. Aufl.
- Ist Gott wirklich da?, Basel, Basler Missionsbuchh., 1942
- Der Prophet von Tobou, Berlin, Heimatdienstverl., 1940
- Die Papua. Eine Aufführung aus dem Volksleben der Bergstämme in Neuguinea, Neuendettelsau, Freimund-Verl. 1950
- Papuaspiele, Neuendettelsau, Freimund-Druckerei 1950
- Papuakinder, Neuendettelsau, Freimund-Druckerei 1950
- Eine Papuagemeinde, Neuendettelsau, Freimund-Verl., 1950,
- Papuabriefe, Neuendettelsau, Freimund-Druckerei, [1950]
- Der Lügenprophet, Neuendettelsau, Freimund-Druckerei, [1950]
- Die Lopiong-Säule, Neuendettelsau, Freimund-Druckerei, [1950]
- Heidenangst, Neuendettelsau, Freimund-Druckerei, [1950]
- Die Geisterwand, Neuendettelsau, Freimund-Druckerei, [1950]
- Ajo!: Ein Missionsbuch für die Jugend. Neuendettelsau, Freimund-Verl. 1956
- Weite Fahrt: Stories fuer Kinder (with Jutta Zimmermann). Teilw. hrsg. von Jutta Zimmermann. - Lizenz d. Buchhandl. d. Berliner Evang. Missionsges.
- Der Christenfresser. Neuendettelsau, Freimund-Verlag. 1954
- Nalumotte: Buben- und Mädchengeschichten aus Neuguinea. Neuendettelsau, Freimund-Verl.1953
- Papuatorheiten, Neuendettelsau, Freimund Verl 1952
- Der weggeworfene Junge, Neuendettelsau, Freimund-Verl. 1952
- Papuanischer Humor. Neuendettelsau, Freimund-Verl. 1952
- Der Grosshäuptling und seine Frau: Ein papuanisches Sittenbild. Neuendettelsau: Freimund-Verl. 1952
- Der Steinzeitbauer: Ein Bericht, wie d. heidnische Papua sein Feld bestellt. Neuendettelsau : Freimund-Verl. 1959
- Lehret alle Völker: Beispiele aus der Mission zum Kleinen Katechismus. Neuendettelsau : Freimund-Verl. 1960
- Gottesfeuer. Neuendettelsau, Freimund-Verl., 1959
- Das bin bloß ich. Lebenserinnerungen. (reprint) Neuendettelsau, Freimund-Verlag, 1966.
- Kâte dictionary, W. Flierl and H. Strauss, eds., Canberra: Australian National University, 1977. ISBN 0-85883-149-X